# Marià Rubió i Tudurí
Marià Rubió i Tudurí (Maó, Menorca, 1 de gener de 1896 - Barcelona, 28 d'octubre de 1962) fou un advocat i polític català d'origen menorquí, diputat a les Corts Espanyoles durant la Segona República.

## Biografia
Era fill del militar reusenc Marià Rubió i Bellver i germà de Nicolau Maria Rubió i Tudurí, Ferran Rubió i Tudurí i Santiago Rubió i Tudurí. El 1897 es traslladà a Barcelona amb la seva família i es llicencià en dret a la Universitat de Barcelona. Treballà com a passant d'Amadeu Hurtado i Miró i va fer amistat amb Francesc Cambó.
Políticament, durant la dictadura de Primo de Rivera fou militant d'Acció Catalana, però el 1931 ingressà a ERC, de la qual fou president del Casal Nacionalista del Districte IV de Barcelona. Fou elegit diputat per la província de Barcelona a les eleccions generals espanyoles de 1933 i empresonat arran dels fets del sis d'octubre de 1934, fou alliberat el novembre de 1934. Fou escollit novament diputat pel Front d'Esquerres per Barcelona ciutat a les eleccions generals espanyoles de 1936. Durant la guerra civil espanyola fou director de La Humanitat i amic de l'ambaixador francès Eirik Labonne, i el 1938 fou expulsat de la minoria d'ERC per mostrar-se partidari a la premsa francesa de la mediació internacional en el conflicte. El 1938 es va exiliar amb la seva família a França, d'on va tornar el 1948. Des d'aleshores es va dedicar a l'advocacia fins a la seva mort.

## Obres
- Estat espanyol. Societat Anònima (1930), amb N. Mart (pseudònim del seu germà Nicolau Maria Rubió i Tudurí, segons J. Massot i Muntaner, Escriptors i erudits contemporanis, Publicacions l'Abadia de Montserrat, 2003, p. 269)
- Catalunya amb Europa (1932)
- La Justícia a Catalunya (19 Juliol 1936-febrer 1937) (1937)
- La lucha por la paz (Guerra fría o guerra total) (1955)

## Fons personal
El seu fons personal es conserva a l'Arxiu Nacional de Catalunya. El fons conté la documentació generada i rebuda per Marià Rubió i Tudurí i inclou documentació personal, documentació relacionada amb la seva activitat política (dossiers, informes) i documentació professional (dictàmens). Cal destacar l'apartat d'obra original (relats autobiogràfics, escrits literaris, jurídics i econòmics, articles de premsa, conferències i discursos) i, especialment, la sèrie de correspondència.